# シャルレス・マルセロ・ダ・シウヴァ
シャルレス（Charles）ことシャルレス・マルセロ・ダ・シウヴァ（ポルトガル語: Charles Marcelo da Silva、1994年2月4日 - ）は、ブラジルのサッカー選手。ポジションはGK。

## クラブ歴
クルゼイロECの下部組織に2009年に加入。2014年1月22日にCRヴァスコ・ダ・ガマの下部組織に移籍。2015年にトップチームに昇格し6月3日のAAポンチ・プレッタ戦で前半にジョルジが退場したためにフリオ・ドス・サントスに代えて投入されてプロ初出場。
2016年1月29日に4年半契約でCSマリティモに移籍した。
2021年7月1日、FCヴィゼラに移籍した。
2022年7月8日、オリンピアコス・ニコシアに移籍した。

## タイトル
ヴァスコ・ダ・ガマ
- カンピオナート・カリオカ: 2015